# Smaranda Brăescu
Smaranda Brăescu, (n. 21 mai 1897, Hănțești, România – d. 2 februarie 1948, Cluj, România) a fost prima femeie parașutist cu brevet din România, campioană europeană la parașutism (1931) și campioană mondială (în 1932, cu recordul de 7200 m la Sacramento, SUA).

## Biografie
S-a născut în satul Hănțești, comuna Buciumeni, din județul Tecuci (interbelic), actual în județul Galați, iar numele ei real era Maranda Brăescu, într-o familie cu opt copii: 4 fete și 4 băieți. Născută în familia răzeșului Brăescu, Smaranda a venit pe lume odată cu fratele geamăn Paul Panait în 21 mai 1897. Copilăria și-a petrecut-o în satul natal. În perioada 1904-1909 urmează școala primară din Vizurești, un sat vecin, în Hănțești nefiind școală. Din 1911 pleacă la Bârlad, unde, până în 1913, urmează cursurile școlii secundare de fete. 
Aici, la Bârlad, Smaranda Brăescu, în 27 mai 1911, la vârsta de 15 ani, are primul „contact” cu aviația, de care se îndrăgostește iremediabil. Între anii 1924-1928 a absolvit cursurile Academiei de Belle Arte din București, secția de Artă Decorativă și Ceramică.
La 5 iulie 1928 a executat primul salt cu parașuta, de la înălțimea de 600 de metri. A obținut brevetul de parașutistă în Germania. 
La 2 octombrie 1931 câștigă titlul european la parașutism, în urma unui salt de la înălțimea de 6000 de metri, depășind și recordul american de 5384 metri. În urma acestui succes a fost decorată cu Ordinul Virtutea Aeronautică - clasa Crucea de Aur.
Pe 25 decembrie 1931 a plecat cu un vapor la New York pentru o participare aeronautică și declara: „Viața mea nu înseamnă nimic dacă o țin numai pentru mine. Viața mea o dăruiesc țări, dar vreau să o dăruiesc frumoasă și încărcată de glorie. Nu mă voi întoarce decât biruitoare pentru că eu cred în steaua mea..”.
Proprietară a două avioane, un biplan de tip Pevuez și un bimotor de tip Milles Hawk, cu cel de-al doilea, în 1932 a stabilit primul record de traversare a Mării Mediterane în 6 ore și 10 minute, străbătând distanța de 1100 km, între Roma și Tripoli. În același an 1932, la 19 mai, devine campioană mondială la parașutism, în urma unui salt realizat cu o parașută de construcție românească, de la înălțimea de 7400 de metri, cu durata de 25 de minute, acest record fiind depășit cu doar câțiva metri, abia peste 20 de ani. Recordul său a fost omologat de aeroclubul din Washington. Recordul precedent, deținut de un american, fusese de 7233 de metri.
A fost una din puținii instructori de parașutiști militari. A activat ca instructoare la Batalionul 1 de parașutiști de la Băneasa.
În timpul războiului a fost activă ca pilot în celebra „Escadrilă Albă” de avioane sanitare, pe frontul de Răsărit. Semnatară, alături de alte 11 personalități (între care: generalul Aldea, prof. univ. dr. Grigore T. Popa), a unui memoriu prin care se condamna falsificarea alegerilor din noiembrie 1946, document înaintat Comisiei Aliate de Control, de fapt delegatului american, care l-a predat celui sovietic. A fost condamnată de comuniști la închisoare (doi ani de închisoare) în contumacie, ea fiind găsită în procesul „Sumanele Negre” ca făcând parte din Mișcarea Națională de Rezistentă [MNR] împreună cu comandantul Companiei de Misiuni Speciale din cadrul Batalionului Parașutiști căpitanul Mihai Țanțu și Victor-Ionel Sassu (ofițer parașutist). Ascunsă de oameni de suflet - prof. univ. Ion I. Gheorghiu din Iași, medicul Mihai Gheorghiu și preotul Matei Dumitru - nu a mai fost găsită niciodată. A fost căutată și de oficialitățile sovietice pentru a face instrucția soldaților sovietici. La sfârșitul anului 1947 s-a ascuns la călugărițele greco-catolice din Congregației Maicii Domnului de la Cluj. A murit pe 2 data februarie 1948, în Spitalul clinic universitar din Cluj, condus de renumitul profesor univ. dr. Iuliu Hațieganu, fiind înmormântată în Cimitirul Central (Hajongard) din Cluj, parcela II B, numărul 1550, sub numele de Maria Popescu. Potrivit cercetărilor întreprinse de prof. Neculai Staicu - confirmate mai târziu - la început nu se știa nimic de mormântul ei din Cimitirul Central din Cluj, ulteior aflându-se locul, la o poziție concesionată în anul 1970 unei alte persoane.
În prezent, o stradă din București a fost denumită în memoria sa. 
Alintată „Regina Înălțimilor”, Smaranda Brăescu mai are în palmaresul aeronautic: recordul mondial absolut de altitudine, la saltul cu parașuta, realizat în 1932 în Statele Unite ale Americii, o serie de raiduri aeriene europene, participarea la numeroase mitinguri aeronautice interne și internaționale și nu în ultimul rând participarea ca voluntar în cel de-al doilea război mondial, atât pe frontul de est, cât și pe frontul de vest.
Cunoșteam personalitatea celebrei parașutiste, Smaranda Brăescu, dintr-o serie de articole și cărți apărute în anii ’70 –’80, dar cele mai profunde prezentări mi-au fost oferite, în direct, în anii 1993 - 1999, de domnul Anghel Ciucur, a cărui activitate ca parașutist militar și apoi civil, a început în anul 1941, cu primele promoții de parașutiști militari și s-a încheiat după 60 de ani de activitate alături de parașutiștii sportivi. În ultimii ani de viață Anghel Ciucur a fost președintele de onoare al Asociației Naționale a Parașutiștilor din România, activitatea sa fiind recunoscută și de Federația Aeronautică Internațională care i-a acordat Diploma Paul Tissandier în anul 1993, pentru merite deosebite în dezvoltarea parașutismului sportiv din Romania.
Anghel Ciucur a avut șansa de a o fi cunoscut personal pe Smaranda Brăescu. Cu deosebită generozitate mi-a pus la dispoziție o serie de documente și fotografii, mărturie a celor ce mi-au fost relatate, în special privind nașterea trupelor de desant aerian parașutat din România și aportul Smarandei Brăescu la formarea acestei arme de elită și în România, alături de celelalte națiuni ca Marea Britanie, Germania, Franța, Rusia, Statele Unite ale Americii,... 
Am primit răspuns și la întrebarea referitoare la data de naștere a Smarandei Brăescu, din  multe documente ale acesteia rezultând tot felul de confuzii. Din acest motiv, toți cei care scriau despre Smaranda Brăescu, evitau să facă referiri la data nașterii sale, chiar mult timp după ce Smaranda a părăsit această lume. Pe carnetul de student de la „Arte Frumoase”, anul școlar 1926-1927, apare ca dată de naștere 23 mai 1904; pe brevetul de pilot particular, emis în Statele Unite la 8 octombrie 1932, figurează cu vârsta de 27 de ani (deci născută în 1905), iar pe brevetul de pilot eliberat de Marea Britanie la 25 martie 1935, data de naștere este 23 mai 1905,... 
În anii ’90, prin accesul la o serie de documente, pe firul mărturiilor, s-a putut stabili, de cei care au studiat cu patimă acest domeniu, că Smaranda Brăescu s-a născut la 21 mai 1897 în satul Hănțești, comuna Buciumeni, Județul Tecuci (azi în județul Galați) și a decedat la Cluj-Napoca în 2 februarie 1948, purtând numele fals de Maria Popescu.
Pentru data de naștere, decalată cu 7 ani, domnul Anghel Ciucur, instructor de parașutism cu experiență, cu multe sute de parașutiști în „palmares”, spunea că Smaranda și-ar fi „ascuns vârsta” din jenă față de colegele de la „Arte Frumoase”, care erau foarte tinere, iar apoi acest decalaj s-a păstrat într-o serie de documente și în viața publică din motive de „cochetărie feminină”, pe principiul că „toate femeile vor să fie mai tinere”.
Cu ocazia centenarului nașterii Smarandei Brăescu, profesorul Neculai I. Staicu, consăteanul ei, a propus conducerii Armatei din Transilvania, Asociației Veteranilor de Război, Cercului Militar Cluj-Napoca, Garnizoanei din oraș și Ziarului „Scutul Patriei”să aprobe reînhumarea osemintelor eroicei parașutiste și aviatoare în sectorul Eroilor aviatori din Cimitirul Ghencea din capitală, montarea unei cruci la primul ei mormânt din Cluj, ridicarea a două statui în București și Tecuci, să fie acordat numele ei unei entități de parașutiști, la la 21 octombrie 1997 să aibă loc la Buciumeni un miting aviatic.

## Activitatea profesională
Gheorghe Negrescu sosise în orașul natal, Bârlad, într-un temerar raid aerian, București-Bârlad. Sosirea la Bârlad a fost anunțată pentru 26 mai, dar din cauza unor probleme tehnice la motor, acesta aterizează pe un teren lângă Râmnicu Sărat. După ce a fost reparată o conductă de ulei, a doua zi acesta pleacă în zbor spre Bârlad, unde este întâmpinat de o numeroasă asistență bârladeană și din împrejurimi. Aici mai face o demonstrație de zbor și în cursul după-amiezii, zburând de lângă gradina publică peste oraș. După zbor, autoritățile orașului îi fac cadou un ceas de aur cu inscripția: „27.V.1912, Bârlădenii aviatorului Gheorghe Negrescu”. Era al cincilea raid din istoria aviației românești, a cărei existență era la început.
Gheorghe Negrescu, care avea brevetul de pilot nr.2 din România, va fi, peste ani, un susținător și admirator sincer al Smarandei Brăescu, din pozițiile pe care le va ocupa în aviația militară. Trebuie să menționez că am avut împlinirea de a-l cunoște personal pe domnul Gen. Gheorghe Negrescu în 1979, căruia i-am dedicat coperta catalogului, diploma și afișul expoziției aerofilatelice internaționale „Aeromfila’79”.
Au urmat anii grei ai primului război mondial, perioadă în care Smaranda a continuat studiile de liceu la Bârlad, activează apoi ca învățătoare suplinitoare în Hănțești, iar drumurile o duc și la Tecuci, unde se înființase o școală militară de pilotaj. Aici, în anul 1923, Smaranda Brăescu primește botezul aerului, zburând cu Dumitru Naidinescu, la recomandarea fratelui ei, pictorul Tache Brăescu, care a fost observator în aviația română în timpul războiului. Revine la școala militară de la Tecuci cu solicitarea de a deveni pilot, dar reglementările militare și aeronautice ale vremii nu permiteau acest lucru.

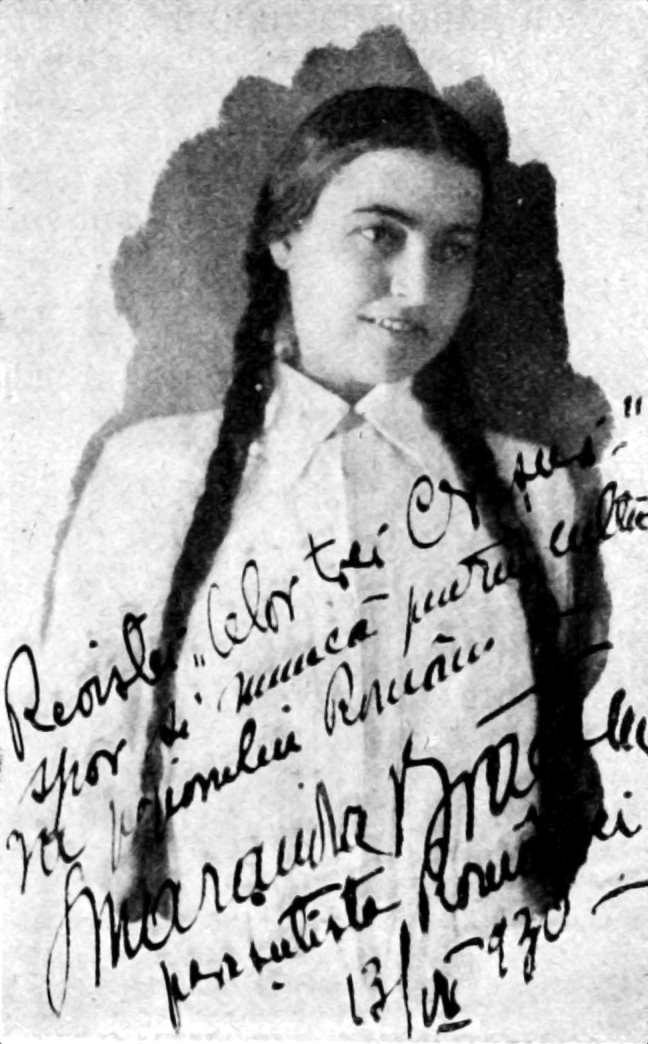
Smaranda Brăescu (1930)

În lume, mișcarea de emancipare a femeilor a cuprins și domeniul aeronautic, femeile luptându-se cu prejudecățile și autoritățile vremii, lucru pe care l-a făcut și Smaranda. Unele dintre femei au reușit, cu mari eforturi, cheltuieli și sprijin particular, azi acestea având acces la toate domeniile aeronautice. Din România, prima femeie pilot a fost Elena Caragiani, din Tecuci, care obține brevetul de pilot la Paris, în 1914. În Europa, prima femeie pilot este Baroana Raymonde de la Roche (Franța), care obține brevetul în 1910;  în America Harriet Quimby devine pilot în 1911;... dar realizările lor erau punctuale,...  acestea devenind „vedete”, subiecte de presă, în competiția cu „bărbații”. Cea mai vizibilă era Amelia Earhart, cu primul zbor solo transatlantic, 20-21 mai 1932.
Dezamăgită de refuzul „aviatorilor”, Smaranda vine în București unde lucrează la Astra Română, urmând și cursurile Academiei de Arte Frumoase, secția ceramică și decorațiuni (1924 - 1929). Evenimentele aeronautice se succedau în țară și în lume, performanțele aviatorilor fascinând omenirea. Era „epoca de aur” a aviației, epoca marilor raiduri, a zborurilor de record pentru înălțime, a curselor de viteză, a competiției companiilor pentru transportul de pasageri, a poștei aeriene.
În acest mozaic aeronautic, apare și „parașuta pentru avion”, parașutiștii intrând și ei în acest concert universal.
Istoria parașutei începe în secolul XVIII, la câțiva ani după primul voiaj aerian cu balonul, 21 noiembrie 1783. Prima coborâre cu parașuta a fost efectuată de André-Jacques Garnerin în 22 octombrie 1797, când în cursul unei sărbări din parcul Monceau părăsește balonul, coborând cu parașuta de la 1000 m înălțime. Urmează încă 4 lansări la Paris și Londra. Nepoata acestuia, Elisa Garnerin, a efectuat între anii 1815-1836 peste 40 de lansări, la fel și soția lui Jacques Garnerin, care a executat și ea numeroase lansări în toată Europa. O altă femeie, doamna Blanchard, văduva navigatorului aeronaut Blanchard, practică ascensiunile cu balonul și lansările cu parașuta. La 16 iulie 1819 la Paris, în cursul unei ascensiuni nocturne, balonul se incendiază accidental și doamna Blanchard își pierde viața. Dintre femeile parașutiste mai amintesc pe Katchen Paulus, care a cucerit publicul la trecerea intre secolele XIX – XX, nelipsită la principalele manifestări internaționale cu spectaculoase lansări din balon. 
Până la sfârșitul primului război mondial, parașuta era folosită de aerostieri ca mijloc de salvare la părăsirea baloanelor avariate și numai în ultimii doi ani de război au apărut „parașutele de avion”. Părăsirea avionului cu parașuta era un act de mare temeritate, de curaj extrem.
Federația Aeronautică Internațională înființează comisia de parașutism pentru omologarea recordurilor de parașutism, care au dus la dezvoltarea parașutismului ca sport în anii ’20–’30 și a devenit un sport internațional în 1952.
Smaranda se lasă cucerită de acest domeniu aeronautic, saltul cu parașuta devenind ultima obsesie. Se documentează, corespondează din 1927 cu inginerul german Otto Heinecke, care a realizat mai multe parașute, el însuși parașutist, stabilind posibilitatea achiziționării unei parașute și obținerea brevetului de parașutist în Germania. Cu 60.000 lei adunați cu dificultate din numeroase împrumuturi, pleacă la Berlin, unde cumpără o parașută Schroeder cu 40.000 lei. După o serie de antrenamente și cursuri de cunoașterea parașutei, sub directa îndrumare a domnului Otto Heinecke, la 5 iulie 1928 Smaranda Brăescu a executat primul salt cu parașuta, de la o înălțime de 600 m, pe aerodromul Staaken, devenind astfel prima femeie parașutist din România.
Revenind în țară, „singură și necunoscută”, așa cum mărturisește Smaranda pentru revista Realitatea Ilustrată: „Am făcut o cerere pentru a intra în școala de pilotaj. Amânată de la o săptămână la alta, m-i s-a spus în cele din urmă, că femeile n-au voie să facă aviație!”. 
Smaranda nu s-a descurajat. Mândră de brevetul ei de parașutist, participă la mitingul aerian din 26 octombrie 1928 de la Băneasa, unde execută primul salt în țară. Nu a fost un salt obișnuit, participa la un salt simultan, alături de celebrii constructori de parașute, germanul Otto Heinecke și americanul Leslie Irving, evenimentul fiind prezentat elogios în presa vremii. Smaranda Brăescu devine un simbol al parașutismului în România.
Se adresează, cu insistență, autorităților române pentru a fi sprijinită la realizarea unui record mondial, să se lanseze cu parașuta de la 6500 m dintr-un avion Potez, dar acestea îi cer 25000 lei pentru benzină și ulei, fiind necesare mai multe zboruri de antrenament.
Respinsă de autorități, se decide să strângă bani și să plece în America pentru a-și îndeplini visul, să aducă României și poporului român, un record mondial.
În acest scop începe o campanie de salturi demonstrative și participări la o serie de mitinguri aeriene organizate la: București – 30 iunie 1929, pilotul avionului fiind celebrul aviator Traian Burduloiu: la Brașov – 24 iulie 1929, Galați – decembrie 1929, Iași – mai 1930, unde execută un salt de la 2000 m dintr-un avion Potez 25, apoi la Cluj-Napoca,…
Vorbind cu reporterii, Smaranda Brăescu descrie astfel salturile ei cu parașuta, considerându-se: „Suspendată în nemărginire.”
„
- Ești curios să știi, ce senzații stranii am, când mă aflu suspendată în nemărginire, între cer și pământ?
Ar trebui o atentă și meticuloasă notație psihologică, care să înregistreze clipă cu clipă, sbuciumul și frământarea mea intimă.
Cu două zile înainte, sunt prada unei stări de spirit particulare.
Nu se poate descrie. Se simte.
În sfârșit, am ajuns pe stadion. Mecanicii mi-aduc parașuta. Trebuie s-o aranjez. Îmi tremură tot corpul, dar mâna lucrează calmă, liniștită, cu precizie matematică, cu calcul științific.
Când m-am urcat în avion și când se îndepărtează de pământ, am nervi. Sâcâitori, enervanți. Avionul face câteva viraje. Căutăm locul prielnic pentru săritură.
Ei bine, se întâmplă atunci un fenomen surprinzător, a cărui taină n-am reușit încă s-o descifrez.
Nervii înghiață. Nerăbdarea se risipește. Starea aceea particulară se pierde în înălțimi…
Intervine calmul. Lucrez cu atâta tact și cu atâta sânge rece, încât, mai târziu, în ceasurile mele de insomnie și de meditație, mă minunez singură.
Dar, iată, am ieșit din cabina avionului. Cu o mână crispată, cuprind bara rece, mă uit în jos, privesc terenul, privesc altimetrul, care indică înălțimea, fac o rugăciune mută… și-mi dau drumul.
Din momentul în care mă arunc și până când se deschide parașuta, trec prin cele mai grozave chinuri. Mă întreb înfrigurată:
- Se deschide ori nu se deschide?
Două alternative: moartea sau viața.
Secundele mi se par ceasuri. Inima îmi stă în loc.
În sfârșit, simt o scuturătură puternică. Parașuta s-a deschis!
Nu-ți poți închipui, câtă dragoste porți în aceste momente pânzei aeriene, care te-a salvat!
Mă uit în jos, mă uit în toate părțile. Se aud : murmurul mulțimii, aplauzele, muzica.
La 100 metri deasupra pământului, trec prin al doilea sbucium. Simt că vin prea repede. S-ar putea să cad sdrobită în țărână.
Nu mi-e teamă de moarte, m-ar durea o invaliditate, dar m-ar chinui mai greu insuccesul…”
Scriind aceste rânduri, între ghilimele, ca destăinuire a Smarandei, ziaristul H. Soreanu, de la Realitatea Ilustrată încheie articolul său cu remarca: „Adevărat e că acei ce se coboară, se înalță!”,… era înaintea mitingului de la Satu Mare.
La mitingul de la Satu Mare, 17 august 1930, pe un vânt tare și turbulență atmosferică puternică, Smaranda suferă un groaznic accident, soldat cu o dubla fractură la picior și mai multe coaste rupte, urmate de o spitalizare îndelungată la Satu Mare și imobilizare la pat de aproape șase luni. 
Suferința și desnădejdea au fost înfrânte și în primăvara anului 1931, a început din nou demersurile în vederea stabilirii recordului mondial de lansare cu parașuta de la mare altitudine. În martie 1931 cumpără o nouă parașută din Germania și apoi, la București, reia „asaltul autorităților aeronautice”, dorind realizarea recordului în țară. 
Conștientă de dificultatea unui record mondial de lansarea cu parașuta de la mare altitudine, Smaranda se adresează din nou aviației militare pentru sprijin în întreprinderea sa. Dorea ca avionul ales, un Potez 25, să fie pilotat de Romeo Popescu, un pilot de mare clasă al aviației românești. Romeo Popescu, care deținea recordul național de altitudine pentru avioane cu performanța de 10550 m, era ocupat cu stabilirea unui nou recordului de viteză pe avionul IAR CV-11. Comandanții aviației militare, de la Pipera, au desemnat pentru pilotarea avionului pe Locotenentul Alexandru Papană, cunoscut polisportiv, campion mondial la bob și campion național la automobilism, care ulterior va deveni campion național de aviație, stabilind recordul de altitudine cu avionul și apoi în America devenind Campion al celor două Americi la acrobație aeriană.
Programul inițial prevedea lansări de la înălțimi din ce în ce mai mari, începând cu 3000 m. Alexandru Papană sugerează saltul direct de la 6000 m. După mai multe luni de pregătire a avioanelor, de antrenamente ale echipajelor, de instruire privind respirația la mari altitudini, se stabilește comisia de omologare a recordului, cu comisari sportivi de la Aeroclubul Regal al României. Se face raportul de finalizare a pregătirilor în vederea zborului de record pentru parașutarea de la altitudinea de 6000 m. Smaranda este anunțată doar în ziua aleasă pentru zbor. 
În dimineața zilei de 2 octombrie 1931, trei avioane Potez 25 decolează de pe aerodromul Pipera din București, pentru zborul de record. Lt. Alexandru Papană și Smaranda Brăescu formau echipajul avionul de record. Cpt. Alexandru Govella având coechipier pe Lt. Iordănescu, desemnat de Aeroclubul Regal Român drept „comisar sportiv”, zburau în al doilea avion, iar în al treilea avion pilotat de Cpt. Constantin Cosma, se afla Cpt. Dr. Victor Emanuel, doctor de medicină aeronautică, care se ocupase de antrenarea și instruirea echipajelor pentru zborul la mari altitudini, unde aerul este rarefiat. Zborurile s-au efectuat fără instalații de oxigen, echipajele fiind supuse stărilor de hipoxie, care pot apărea la altitudini mai mari de 4000 m.
După o oră de zbor, avioanele au urcat cu greu la 4000 - 4500 m, apoi avionul pilotat de Alex Papană se desprinde din formație, urcă cu precauție până la 6000 m, altitudine greu de atins în acele vremuri, lipsa aerului cauzând un randament scăzut al motorului. În aerul rarefiat elicea trăgea în gol, iar portanța era mai greu de obținut, comenzile erau mai ineficiente. Urmărind altimetrul și barografele, echipajul ajunge la peste 6000 m, lăsând în urmă celelalte două avioane. Privind spre postul din spate, unde de obicei stă mitraliorul avionului, Papană o vede pe Smaranda care era pregătită pentru salt, stând în picioare pe scaunul mitraliorului, cu un picior în afara cabinei,… Urmărește din nou tabloul de bord al avionului și se pregătește să-i facă semnalul de salt coechipierei,… dar aceasta părăsise avionul, lansându-se în gol de la amețitoarea înălțime. Face un viraj strâns, cu înclinare mare, până ce vede dedesubt cupola alba a parașutei Smarandei, care se deschisese în siguranță. Bucuros că totul a decurs normal în momentul saltului, Papană încearcă să redreseze avionul, dar în aerul rarefiat, cu înclinare prea mare, avionul nu răspundea comenzilor,… intrase în vrie, iar pe profundor flutura o bucată de pânză, probabil din sacul parașutei. Prin manevre iscusite, Papană reușește să elibereze profundorul din blocajul pânzei și să scoată avionul din vrie, care în cărea sa putea acroșa parașuta. Continuă apoi zborul în viraje mai largi în jurul parașutistei, din dorința de a nu o lăsa singură în văzduh, spre ai ridica moralul.
După 21 minute 25 secunde, Smaranda Brăescu aterizează lângă gara Sărățuica, cu o derivă de peste 10 km față de locul lansării, vântul fiind foarte puternic, în special la mari altitudini. După aterizare, Smaranda, care nu se simțea prea bine, în urma balansurilor teribile din timpul îndelungatei coborâri, a frigului de la înălțime, a emoțiilor, a efectelor lipsei de aer, care o epuizaseră,… a șocului aterizării, este transportată, de țăranii adunați la fața locului, în satul Sărățuica, unde-și revine după aproape trei ore de odihnă. 
Smaranda Brăescu stabilește primul record național absolut și primul record mondial feminin de parașutism al României, făcându-și loc în aviația mondială,…
Dovedind dârzenie și dăruire totală în afirmarea Românei, alături de cele mai renumite națiuni ale lumii, la cucerirea celor mai înalte culmi din domeniul aviației, Smaranda Brăescu este sprijinită public cu fonduri bănești importante, prin lista de subscripție deschisă de cotidianul Universul, în vederea cuceririi recordului mondial absolut de parașutism, cu lansare de la cea mai mare altitudine, care urma să se efectueze în Statele Unite ale Americii și pentru a urma o școală de pilotaj, care i-a fost refuzată în România. Participarea cea mai importantă pe lista de subscripție au avut-o cotidianul Universul și „Aeroclubul Albastru” din București, dar fonduri s-au adunat și de la comunitățile de români din America și numeroase participări modeste ale mii de cetățeni onești din România.
Cel care a susținut-o public pe Smaranda Brăescu, a fost Comandorul Gheorghe Negrescu, atât prin presă, cât și prin cuvântări în diverse adunări publice.
La 15 decembrie 1931, Smaranda Brăescu pleacă spre Berlin și apoi cu vaporul spre New York, unde ajunge în 25 (29) decembrie 1931.
Primită de presă cu interes, Smaranda are de luptat și în America cu autoritățile. Întocmirea contractelor, modalitățile de antrenament, pregătirea avionului de record și nu în ultimul rând, efectuarea plăților,… 
Nici găsirea avionului nu a fost o treabă forte ușoară. Aviația militară avea avioane care să zboare la 8000 m, aveau și particularii, dar costurile de închiriere erau peste bugetul Smarandei.
În final a găsit un avion „Cessland” (Cessna), al unui particular, special amenajat pentru zbor la mari înălțimi. În primăvara anului 1932, la Sacramento, în apropiere de San Francisco, execută zboruri de antrenament la mare altitudine cu Fred Hammer, utilizând mai multe tipuri de avioane, pe aerodroamele Alameda și Tudor. 
Vine și ziua zborului de record, cu executarea saltului de la 24000 feet. Reprezentanții presei, oficialitățile FAI, desemnate de „National Aeronautical Association”, numeroși invitați erau la aerodromul din Sacramento. Plină de încredere, Smaranda urcă la bordul avionului „Cessland”, echipat cu instalații de oxigen pentru pilot și parașutistă, dar după o oră de zbor, avionul revine la aerodrom, fără ca saltul să fie executat. În timpul zborului, rezerva de oxigen a pilotului se terminase la 6000 m, cu mult înainte ca avionul să ajungă la locul și altitudinea de lansare. Urmează tentative noi, urmărite de ghinion. La unul din zboruri rezerva de oxigen a Smarandei se termină înainte de vreme, apoi, în altă zi avionul era mult în afara zonei favorabile unei lansări în siguranță, în alt zbor, altitudinea de lansare este atinsă la o oră mult prea târzie pe seară,… 
Banii Smarandei s-au consumat, fără ca recordul să fie realizat. Cu sprijinul comunității de români din San Francisco, procură noi fonduri și în ziua de 19 mai 1932 reușește să urce cu avionul până la 24000 feet – 7315 m,… urmează lansarea și o coborâre de peste 25 minute,… recordul mondial absolut de altitudine a fost doborât.
Barografele zborului au fost trimise la Washington, pentru omologarea recordului mondial absolut, la Departamentul Aviației,… care după efectuarea “corecțiilor”, funcție de temperaturi și presiunea atmosferică din ziua zborului, omologhează recordul cu altitudinea de 22733 feet – 6929 m. Dar și cu această “corecție”, recordul anterior masculin, de 21171 feet – 6452 m, este bătut cu o diferență de 476 m.
Smaranda Brăescu este declarată „campion mondial absolut”, devenind „prima sportivă a lumii”
- Trebuie să fac o paranteză. În arhivele de filme ale “US Government Archive”, filmul cu saltul de record al Smarandei Brăescu, de 24000 feet, înregistrat la nr. 200UN 4-43 #1-7 MPSA, de 66 secunde, locația Sacramento - California, este datat: 23 mai 1932, nu 19 mai 1932. Până la data publicării articolului nu am reușit să elimin această informație privind data zborului.

După realizarea recordului, pleacă, traversând America, spre New York, unde se înscrie școala de pilotaj „Curtiss Wright” de la „Rosevelt Field”. Obține Licența de Pilot Particular (PPL) nr. 27166, eliberată la data de 8 octombrie 1932, fiind prima femeie din Europa care a obținut brevetul de pilot în Statele Unite ale Americii. Aici a zburat cu pilotul instructor Henrz Ottinger.
La New York face salturi demonstrative pentru parașutele produse de Irving și Schroeder, refuzând un contract pentru zboruri publicitare cu lansări pe timp de noapte, oferit de producătorul Nat Negre.
La 20 august 1932 participă la o demonstrație la Montreal – Canada, unde ajunge în zbor cu o impresionantă formație de 30 de avioane.
În noiembrie este sărbătorită de comunitatea românească din New York, care era fascinată de patriotismul româncei lor, care cucerise America și întreaga lume prin performața sa ca parașutistă.
În 24 martie 1933 revine la București, după un lung voiaj vaporul și trenul. În drumul spre casă face mai multe escale, din care cea mai importantă este la Genova, unde este primită de ministrul aviației, mareșalul Italo Balbo.    
Pentru realizările sale, Majestatea Sa Regele Carol al II-lea îi acordă Ordinul Virtutea Aeronautică, clasa „Crucea de Aur” cu două barete.  
Cu toată faima și popularitatea de care se bucura, Smaranda Brăescu nu reușește să obțină sprijinul financiar al autorităților române pentru achiziționarea unui avion de raid.
Cotidianul Universul deschide noi liste de subscripție publică, în vederea achiziționării unui avion de raid pentru Smaranda. Este ales avionul Miles Hawk, produs de firma Philips & Powis Aircraft Ltd. din Marea Britanie, după un proiect al firmei Miles Aircraft Ltd. Avionul era relativ ieftin, modern și avea o rază de acțiune considerabilă, 900 - 1000 km.
În decembrie 1934 banii pentru avion erau adunați și Smaranda a început demersurile cu P&P Aircraft pentru transferul banilor și comanda avionului, model Miles M.2H Hawk Major – modificat, Smaranda dorind un avion de simplă comandă, cu cabina închisă. Modelul de bază M.2H era un avion biloc cu posturile de pilotaj deschise. În 29 decembrie 1934 Smaranda se prezintă la aerodromul Woodley - Reading, în apropiere de Londra, unde se aflau atelierele P&P, pentru a urmări fabricația avionului și a obține licența de zbor de la Royal Aeroclub. La 25 martie 1935 i-a fost eliberată licența de zbor cu nr. 12660, dar cei de la fabrică susțineau că mai trebuie să se antreneze pentru a zbura cu avionul Miles Hawk.
Firma a promis livrarea avionul în luna aprilie, cel târziu mai 1935, dar livrarea a tot fost amânată și toamna a prins-o pe Smaranda la căminul școlii de pe aerodromul Woodley. Se pare că au fost ceva probleme și cu plățile finale, motiv pentru care livrarea nu putea fi încheiată, în plus o serie de documente ale Smarandei nu erau trimise de la București. Legal avionul nu putea părăsi Marea Britanie, iar Smaranda efectua zboruri de antrenament pe diverse aerodromuri în apropiere de Woodley. 
Simțindu-se „sechestrată”, Smaranda se hotărăște să fugă cu avionul spre casă. Premeditarea „evaziunii” a durat multe luni, dar la 21 august 1935 decolează și se îndreaptă spre Canalul Mânecii. Zboară prin ceață, traversează Marea Mânecii și hotăraște să aterizeze la Dieppe, în Franța. În câteva zile primește documentele avionului din Anglia și pleacă la Paris - Le Bourget, unde ajunge în 24 august. Aici cu actele aeronavei incomplete, cu nereguli în documentele personale, rămâne toată luna septembrie, cu speranța că problemele se vor rezolva, dar acumulează și numeroase noi datorii, taxe, amenzi, costuri combustibili,…
La 6 octombrie reușește să obțină documentele necesare pentru a părăsi Parisul și se îndreaptă spre Nancy – Strasbourg, dar aterizează din eroare la Toul pe un aerodrom cu teren moale, unde se împotmolește. De aici plecă, după controalele poliției, seara târziu, la Nancy, care nu era departe. A doua zi, 7 octombrie 1935 decolează de la Nancy spre Strasbourg (Germania). Intervine o aterizare forțată în apropiere de Boblingen,… din nou militari, poliție, vamă, benzină,… dar pe 8 octombrie ajunge la Landsberg și apoi la Munchen. “Raidul evazionist intră în în ritm”: 9 octombrie -  Viena, 10 octombrie - Arad, 11 octombrie, via Turnu-Severin, zboară spre București, unde ajunge cu bine.
În acest traiect, Smaranda Brăescu a purtat pe cerul Europei tricolorul românesc. Botezat „Aurel Vlaicu”, avionul avea fuzelajul albastru, iar aripile erau vopsite în „tricolorul românesc”: albastru, galben și roșu, marcând încă odtă patriotismul inimoasei aviatoare.
Avionul Miles M.2H Hawk Major, nr. de serie 150, YR-ADB, este înregistrat în registrul aeronautic român, numai în 10 martie 1936, când toate actele avionului au fost completate.
După înregistrarea și înmatricularea „oficială”, execută în 26 aprilie 1936 raidul non-stop pe ruta București – Belgrad – Zagreb – Veneția – Roma , cca 1150 km, peste munți și întinderi de apă, în condiții meteo dificile. La Roma face o lungă escală, bucurându-se de minunile capitalei italiene.
De la Roma, în 19 mai 1935, zboară spre Tripoli (Libia), survolând mari întinderi de apă peste Marea Tireniană și Marea Mediterană, cca 1100 km. Aici se bucurpă din nou de ospitalitatea mareșalului Italo Balbo, rămânând în Libia mai mult de o săptămână. Zborul retur pe traiectul: Tripoli – Brindisi – Atena – Sofia – București, îl excută în 30 mai 1936, survolând din nou marile  întinderi de apă ale Mediteranei și zonele muntoase ale Balcanilor.
Dorind un nou avion, mai performant, Smaranda vinde avionul Miles Hawk. La banii proveniți din vânzare adaugă banii din noi colecte publice și se adresează firmei Messerschmitt, pentru a cumpăra un avion Bf-108B-1 Taifun, special amenajat pentru zboruri de mare distanță, fiind echipat cu rezervoare suplimentare, amplasate în locul scaunelor pentru pasageri. Avionul, cu nr. de serie 1548, a fost recepționat la 2 noiembrie 1938 de Smaranda Brăescu. După câteva zile de antrenament pe acest tip de avion, în 8 noiembrie 1938, face un raid Berlin – Hamburg – Berlin, iar în 10 noiembrie 1938 un nou zbor pe ruta Berlin – Chemnitz – Berlin. Avionul, înmatriculat YR-MDI, era vopsit în galben, iar în pe fuzelaj avea vopsit un mare tricolor românesc. După mai multe peripeții avionul este adus în România de maiorul Gherasim, la 11 februarie 1939. Vinde avionul, cu intenția de a cumpara un alt avion de la firma Percival, recuperând o parte din bani de la Ministerul Aerului și Marinei, care achiziționează avionul pentru Bâzu Cantacacuzino, binecunoscut aviator acrobat și de raid. Acesta va deveni un mare as al aviației de vânătoare, acumulând 54 victorii în cel de al doilea Război Mondial, în 608 misiuni de luptă. 
La 3 aprilie 1939 Bâzu plecat în raid spre Indii, dar aterizează forțat în Turcia, cu motorul gripat. Avionul demontat va fi adus în țară cu vaporul, urmând a fi trimis pentru reparații capitale în Germania. 
Smaranda nu reușește să-și cumpere un nou avion, nici din Anglia, nici din Italia, unde a făcut un voiaj în acest sens, războiul schimbând cursul evenimentelor.
Dedicată parașutismului, Smaranda sugerează, în discuții și diverse rapoarte, necesitate înființării trupelor de parașutiști, ca nouă armă.
O patrioată adevărată, Smaranda poate fi găsită peste pe toate fronturile românești, alături de aviatori și de parașutiști.
În anul 1941 activează ca instructor voluntar la Batalionul 1 de parașutiști care s-a format pe aerodromul de la Popești Leordeni. Data de naștere a trupelor de parașutiști este 10 iunie 1941.
O regăsim pe Smaranda Brăescu alături de Cpt. Ștefan Șovert și Traian Dumitrescu, zis Popa, în compoziția cadrelor de instruire în calitate de „profesori” prin D.M. nr. 233 din 25 iulie 1941. Se formau noi parașutiști, iar Smaranda avea darul de a genera „încredere” noilor parașutiști, așa cum mărturisea și Anghel Ciucur, care a obținut brevetul de parașutist în 19 octombrie 1941. Aici s-au format cadre de nădejde ale parașutismului militar și sportiv românesc.
În timpul războiului a mai activat ca voluntar în „Escadrila Albă” de aviație sanitară, pe frontul de est, iar pe frontul de vest în Escadrila nr. 13 de recunoaștere, observație și legătură și apoi în Escadrila nr. 113 Legătură, până la sfârșitul războiului. Pentru activitatea pe front este decorată, primind Crucea „Regina Maria”, clasa a III-a.
După război, indignată de ceea ce se petrecea în România, protestează împotriva falsificării alegerilor din noiembrie 1946, semnând, alături de alte personalități, un memoriu care a fost trimis Comisiei Aliate de Control. Din păcate, acest document ajunge în posesia delegației sovietice, Smaranda și ceilalți semnatari fiind supuși opresiunii comuniste. Smaranda a fost condamnată, în lipsă, la 2 ani de închisoare și este nevoită să se ascundă, să-și schimbe numele, să pribegească, pentru a nu fi trimisă la închisoare.
S-a ascuns un timp în via fratelui său geamăn, apoi, timp de 14 luni, în casa preotului romano-catolic Anton Petz din Răchiteni, județul Iași, la parohia Oțeleni și în satul Butea, la preotul Gheorghe Petz, apoi la mănăstirea Miclăușeni. Fiind grav bolnavă a fost operată sub numele conspirativ de către medicul chirurg Nicolae Fălcoianu în Spitalul "Precista Mare" din orașul Roman, iar la sfârșitul anului 1947 se afla la ferma Congregației Maicii Domnului din Cluj, purtând numele de Maria Popescu. A murit în Clinica Universitară a dr. Iuliu Hațieganu pe 2 februarie 1948, fiind înmormântată la Cimitirul din Cluj, parcela II B, numărul 1550.
În anii ’70, taxele pentru “prelungirea concesiunii locului” nefiind plătite, în acest loc este înmormântat un bărbat de naționalitate maghiară, osemintele presupuse a fi ale Smarandei Brăescu fiind înhumate lângă acesta.
La intervenția asociațiilor de parașutiști, autoritățile locale au cerut „dovezi” pentru a susține exhumarea osemintelor, în vederea „reabilitării eroinei românce”,… În lipsa unor dovezi certe, situația rămâne la nivel de „legendă”. 
În anul 1978, în memoria eroinei, a fost înființat Aeroclubul "Smaranda Braescu" la Tecuci - județul Galați. Activitatea de parașutism s-a desfășurat pe fostul aerodrom militar din NV orașului. Odată cu revenirea aviației militare - unitatea de elicoptere - sportivii și-au continuat pregătirea în sediul din zona centrala urmând ca zborurile/salturile sa se desfășoare în paralel cu armata. Un aport deosebit în dezvoltarea parașutismului tecucean l-au avut col.(r.) Constantin Colibaba, col. dr. (r.)Vasile Marin, col. (r.) Dorel Kiss și alții.
În anul 1998, în urma reorganizărilor administrative ale Aeroclubului României, se desființează aeroclubul de la Tecuci alături de cele de la Galați, Timișoara, Tulcea și Constanta.
În anul 1990 a fost înființat Batalionul de parașutiști 498 – Bacău, care din 1996 poartă denumirea onorifică de Batalionul “Smaranda Brăescu”, acesta fiind prezent în numeroase teatre de operațiuni din Afganistan, Irak, Bosnia-Herțegovina, Kosovo,… 
Cu numele „Smaranda Brăescu” au mai fost botezate: o stradă din București, o aeronavă a companiei Tarom, iar la Muzeul Aviației îi este dedicat un stand de prezentare.
Aeroclubul României, de asemenea, a numit Aeroclubul teritorial din Oradea cu numele „Smaranda Brăescu”, numeroase competiții fiind dedicate eroinei parașutiste.
Pentru cinstirea memoriei ilustrei campioane, Compania Red Bull a înființat „Ordinul Smaranda Brăescu”, dedicat tinerelor parașutiste din România. Cu acest prilej, personalitatea Smarandei Brăescu a fost adusă în actualitate, în stilul “vulcanic” al acțiunilor “Red Bull”.
În decembrie 2010 a fost lansat „Jurnalul celebrei Smaranda Brăescu”, volum semnat de Ana Maria Sireteanu și Tudor Sireteanu, strănepoți ai renumitei parașutiste românce, publicat la Editura Vremea.

## Recunoaștere
Pe 3 octombrie 1931 regele Carol al II-lea i-a acordat Ordinul „Virtutea Aeronautică”, clasa Crucea de Aur pentru saltul cu parașuta de la 6200m realizat pe 2 octombrie.
La expoziția creată cu ocazia împlinirii a 100 de ani de la recâștigarea Independenței Poloniei și a Anului Drepturilor Femeii, precum și a Marii Uniri a României, Institutul Polonez din București a publicat povestea a 34 de femei remarcabile din cele două țări si o serie de filme de animație despre aceste poloneze și românce.
Anul 2022 va fi dedicat la nivel național memoriei și recunoașterii meritelor Smarandei Brăescu.